# CZ 452
La carabine CZ 452 du fabricant d'armes Česká Zbrojovka, est une arme très courante dans le milieu sportif. Il existe différentes versions de la CZ 452. C'est une carabine à répétition manuelle. Elle utilise des munitions .22 Long Rifle ou .17 HMR /.22 WMR. Elle a été remplacée en 2010 par la gamme CZ 455.

## CZ452 Std
- poids : 2900 g
- croisse : hêtre teinté noyer
- longueur totale : 1100 mm
- particularité : modèle de base

## CZ452 Silhouette
- 22LR à répétition manuelle
- longueur du canon: 572mm
- longueur totale : 1035 mm
- poids : 2700 g
- chargeur 5 coups ou 10 coups (option)
- crosse synthétique antidérapante en ABS
- canon dépourvu d'organe de visée
- pas de filetage pour silencieux

## CZ452 luxe
- 22LR à répétition manuelle
- Poids: 2900 g
- Longueur totale : 108.3 cm
- Longueur du canon : 63 cm
- Crosse: noyer haute qualité, poignée de crosse quadrillée
- queue d'aronde de 11 mm pour fixation de lunette de visée
- Particularité: filetage silencieux (toutes les versions de luxe ne possèdent pas de filetage pour silencieux).

## CZ452 varmint
- Poids: 3160 g
- Crosse: noyer ou composite
- Longueur totale: 1000 mm
- Particularité: pas d'organes de visée, canon lourd de 25 mm
- Pas de filetage pour monter un silencieux

## CZ452 silencer carbone
- Poids: 2480 g
- Crosse: noyer ou composite
- Longueur totale: 966 mm
- Particularité: modérateur de son intégré et recouvert de fibre de carbone

## CZ452 silencer nickelé
- Poids: 2500 g
- Crosse: composite
- Longueur totale: 870 mm
- Particularité: modérateur de son intégré

## CZ452 Fût Long
- Poids: 2900 g
- Crosse: noyer
- Longueur totale: 990 mm
- Particularité: fût long pour un plus grand confort au tir

## Accessoires
- chargeurs: 5 et 10 coups
- possibilité de fixer un bipied sur l'anneau de grenadière avant
- possibilité de fixer un silencieux sur le modèle luxe
- possibilité de fixer des organes de visée tel que lunette ou point lumineux sur le rail